# TIRED
『TIRED』（タイアード）は、MONKEY MAJIKがタワーレコード仙台店で2002年5月13日1000枚限定で発売したミニアルバム。

## 概要
- タワーレコード仙台店限定発売商品6週連続1位を記録し完売。
- 収録曲『wait』『フミダスチカラ』は、1stフルアルバム『SPADE』にて再収録されている。

## 収録曲
1. i spy
2. tired
  - 本作リード曲。
3. 早くても遅くても
4. they brought it down
5. wait
6. フミダスチカラ(SHAFT LIVE BONUS TRACK)